# 章顒
章顒（1433年—？），字士昂，直隸廣德州人，明朝政治人物。進士出身。

## 生平
順天府鄉試第五十名。天順元年（1457年）丁丑科會試第二百十五名，殿試登進士第三甲第一百八十二名。四年任德安府推官。

## 家族
曾祖父章子德。祖父章淑清。父亲章祥。